# Магеру, Георге
Георге Магеру (рум. Gheorghe Magheru ; 8 апреля 1802, Бирзею-де-Джилорт, Австрийская империя (ныне жудец Горж, Румыния) — 23 марта 1880, Бухарест) — румынский революционер, политик, военный деятель, генерал. Борец за независимость Валахии, национальный герой Румынии.

## Биография

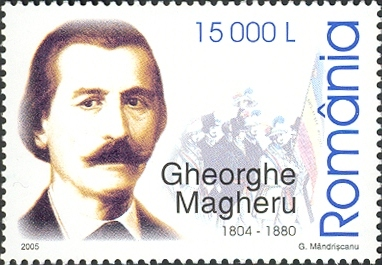
Почтовая марка Румынии, посвящённая Георге Магеру. 2005 г.

Потомок выходцев из Олтении (Трансильвания). Был в числе гайдуков, действовавших в районе Бэйлешти.
В 1821 году стал одним из первых пандуров. Участник Валашского восстания под руководством Тудора Владимиреску, командовал отрядом. После смерти Тудора и подавления выступления румынских крестьян был объявлен вне закона, некоторое время скрывался. Через несколько лет вступил в армию Валахии, где быстро сделал карьеру.
Во время Русско-турецкой войны (1828—1829) организовал небольшой отряд добровольцев и присоединился к русскому авангарду под командованием Ф. К. Гейсмара. Отличился в Боелештском сражении. За отвагу личным указом императора Николая I был награждён орденом Святой Анны III степени и золотым оружием «За храбрость».
В 1831 г. назначен префектом уезда. Участник и один из лидеров революции 1848 года в Валахии и Трансильвании. Союзник Николае Бэлческу.
В 1848 г. — министр финансов во временном революционном правительстве Румынии, затем временно командующий, генерал революционных сил Валахии. После поражения революции в октябре 1848 года Магеру скрывался в Трансильвании, а оттуда бежал в Триест, затем в Вену и Париж.
В 1857 году вернулся на родину, активно включился в политические процессы в Валахии, стал членом Национальной партии Румынии, стремившейся к союзу Молдавии и Валахии.
Похоронен на кладбище Беллу в Бухаресте.

## Память
- Одна из главных улиц Бухареста носит его имя — бульвар Г. Магеру.
- В 2005 году почта Румынии выпустила марку, посвящённую Георге Магеру.